# Arquidiocese de Riga
Arquidiocese de Riga (Archidioecesis Rigensis), anteriormente Diocese de Üxküll, é uma arquidiocese católica administrada a partir da capital Riga, na Letônia. Sua Sé é a Catedral Metropolitana de São Tiago Maior. É uma arquidiocese metropolitana que também ajuda a administrar três dioceses sufragâneas na Província Eclesiástica de Riga.

## História
- 1186: Estabelecida como Diocese de Üxküll
- 1 de outubro de 1188: Designada sufragânea da Arquidiocese de Bremen
- 1202: Renomeada como Diocese de Riga
- 20 de janeiro de 1255: Promovida como Arquidiocese de Riga
- 1561: Suprimido
- 1582-1798: Parte da Diocese de Inflanty
- 22 de setembro de 1918: Restaurada como Diocese de Riga da Arquidiocese de Mohilev no território de Vidzeme, Latgale e Estônia
- 9 de junho de 1920: Território adicionado da Curlândia e Zemgale da Diocese de Samogícia
- 25 de outubro de 1923: Promovida a Arquidiocese de Riga
- 1 de novembro de 1924: Perda de território para a nova Administração Apostólica da Estônia
- 8 de maio de 1937: Promovida como Arquidiocese Metropolitana de Riga; perdeu território para a nova Diocese de Liepāja
- 2 de dezembro de 1995: Perda de território para a nova Diocese de Rēzekne–Aglona.

## Administração

### Diocese de Riga
Erguido: 22 de setembro de 1918
- Eduard O'Rourke (29 de setembro de 1918 – 10 de abril de 1920)
- Antonijs Springovičs (14 de abril de 1920 - 25 de outubro de 1923) (como bispo de Riga)

### Arquidiocese de Riga
Elevado: 25 de outubro de 1923
- Antonijs Springovičs (25 de outubro de 1923 - 1 de outubro de 1958) (como arcebispo de Riga)
- Pēteris Strods (1 de outubro de 1958 - 5 de agosto de 1960) (Administrador Apostólico)
- Julijans Vaivods (10 de novembro de 1964 - 24 de maio de 1990) (Administrador Apostólico)
- Jānis Cakuls (23 de maio de 1990 – 8 de maio de 1991) (Administrador Apostólico)
- Jānis Pujats (8 de maio de 1991 - 19 de junho de 2010)
- Zbigņev Stankevičs (19 de junho de 2010 –)